# 主夫メゾン
『主夫メゾン』（しゅふメゾン）は、2021年2月26日から3月26日まで動画配信サービス「TELASA」で配信されたオムニバスドラマ（第1話・第2話は2月26日の12時00分に配信開始。第3話以降は毎週金曜 12時00分に1話ずつ配信）。なお第1話は2021年3月7日に、テレビ朝日の『スペシャルサンデー』第1部（10:00 - 10:30）でも放送された。
東京・渋谷にある専業主夫の世帯限定マンション「メゾン・ド・オット」に住む5組の夫婦が一筋縄ではいかない日常とほっこりする夫婦愛を繰り広げるさまを描くハートフルラブコメディ。

## キャスト

### 「メゾン・ド・オット」の住人

#### 神谷家（302号室）
神谷リク（かみや りく）
演 - 結木滉星
新人主夫。
神谷一果（かみや いちか）
演 - 矢作穂香
リクの妻であり、化粧品会社の店頭マネージャー。

#### 小宮家（402号室）
小宮謙太郎（こみや けんたろう）
演 - 稲葉友
優しすぎなベテラン主夫。
小宮優（こみや ゆう）
演 - 小野寺ずる
謙太郎の妻であり、漫画家。
小宮百合香（こみや ゆりか）
演 - 三上さくら
謙太郎と優の娘。

#### 白木家（203号室）
白木波瑠（しらき はる）
演 - 奥野壮
妻のいいなりチューバ―主夫。
白木マリ（しらき まり）
演 - 咲妃みゆ
波瑠の妻であり、PR会社に勤務するキャリアウーマン。

#### 大友家（305号室）
大友龍之介（おおとも りゅうのすけ）
演 - 磯村勇斗
完璧主義の悩める主夫。
大友咲和子（おおとも さわこ）
演 - 朝倉あき
龍之介の妻。
大友マナ（おおとも まな）
演 - 寺田藍月
龍之介と咲和子の娘。

#### 牧田家（105号室）
牧田伸（まきた しん）
演 - 瀬戸利樹
プライド高めな俺俺主夫。
牧田莉央（まきた りお）
演 - 山本千尋
伸の妻。

### 「メゾン・ド・オット」の関係者
矢守（やもり）
演 - 近江谷太朗
「メゾン・ド・オット」に現れるコンシェルジュ。

## スタッフ
- 脚本 - 岸本鮎佳
- 監督 - 植田尚、田中章一
- 主題歌 - SPiCYSOL 「ONLY ONE」[5]
- 音楽 - 原田智英
- プロデューサー - 大川武宏（テレビ朝日 / TELASA）、中西研二（MMJ）、神通勉（MMJ）
- 制作 - テレビ朝日、MMJ

## 配信日程
| 話数   | 配信日  | サブタイトル | 監督 |
| ------ | ------- | ------------ | ---- |
| 第1話  | 2月26日 |              |      |
| 第2話  | 2月26日 |              |      |
| 第3話  | 3月05日 |              |      |
| 第4話  | 3月12日 |              |      |
| 第5話  | 3月19日 |              |      |
| 最終話 | 3月26日 |              |      |